# Пашкино (селище, Сєверний район)
Па́шкино (рос. Пашкино) — селище у складі Сєверного району Оренбурзької області, Росія.

## Населення
Населення — 30 осіб (2010; 52 у 2002).
Національний склад (станом на 2002 рік):
- мордва — 92 %